# Les Grabonautes
 (août 2022).
Si vous disposez d'ouvrages ou d'articles de référence ou si vous connaissez des sites web de qualité traitant du thème abordé ici, merci de compléter l'article en donnant les références utiles à sa vérifiabilité et en les liant à la section « Notes et références ».
Les Grabonautes est une série télévisée d'animation française en 26 épisodes de 13 minutes, créée en 2004 par Florian Guzek et diffusée à partir du 2 juillet 2005 sur France 2 dans l'émission CD2A.

## Synopsis
Cette série d'animation en volume (stop motion) destinée à un jeune public met en scène les mésaventures d'une famille d'extraterrestres (Grob Spuk, son épouse Muka et leurs enfants Zanna et Glem) nouvellement installée dans une ferme sur l'astéroïde Grabo. Aux dires de l'adolescente Zanna, « Grabo, c'est moche et ça pue ! ». Mais cet astéroïde, a priori décevant, va se révéler plein de surprises !

## Fiche technique
- Créateur : Florian Guzek
- Scénario : Stéphane Melchior-Durand
- Concept de la série : Florian Guzek et Stéphane Melchior-Durand
- Production : Amuse Films et Millimages
- Réalisation : Lionel Richerand, Juliette Marchand et Zoé Inch
- Musique :  Christian Perret
- Auteur/Adaptateur (VF) : Gilles Coiffard (9 épisodes)

## Épisodes
- 6 : Le jour des Bions (le 2 juillet 2005)
- 10 : Archikas le miroiteur (Archikash intergalactic con man) : diffusé le 16 juillet 2005 sur France 2
- 12 : Le jour où l'astéroïde s'arrêta
- 13 : Maman fait l'artiste (Mom's an artist) : diffusé le 24 juillet 2005 sur France 2
- 22 : Y a de l'eau dans le flaz
- 23 : L'idole des jeunes (Idol Youth) diffusé le 3 septembre 2005 sur France 2
- 24 : Diom P4 ne répond plus
- 25 : Enfin seul
- 26 : Le Bibliobus

## Produits dérivés

### DVD
Un premier DVD contenant sept épisodes de la série est sorti en juillet 2006, édité par Wild Side.